# Mahatma Otoo
Mahatma Otoo (Accra, 6 februari 1992) is een Ghanese voetballer. Hij is een aanvaller en speelt sinds 2009 voor Hearts of Oak. Daarnaast is hij ook Ghanees international.

## Carrière
Mahatma Otoo maakte op 16-jarige leeftijd de overstap naar het eerste elftal van Sporting St. Mirren. In zijn eerste seizoen werd de spits meteen uitgeroepen tot "ontdekking van het jaar". Nadien stapte hij over naar regerend landskampioen Hearts of Oak, waar hij zich eveneens in de kijker speelde. Otoo werd in 2009 uitgeroepen tot beste speler van de Premier League. Een jaar later werd hij voor drie maanden uitgeleend aan de Tunesische topclub Espérance. In maart 2013 stond hij in de belangstelling van Sunderland.

## Nationale ploeg
Na zijn uitstekend debuutseizoen werd Otoo voor het eerst opgeroepen voor de nationale ploeg van Ghana. De spits mocht op 30 september 2009 meespelen in een vriendschappelijk duel tegen het Argentinië van bondscoach Diego Maradona. Otoo viel na 73 minuten in voor Frank Boateng.
In september 2011 nam Otoo met Ghana onder 23 jaar, bijgenaamd The Black Meteors, deel aan de Afrikaanse Spelen in Mozambique. Ghana won goud op het toernooi en Otoo werd topschutter met vier doelpunten in even veel wedstrijden.